# Petrovec
Petrovec (mazedonisch Петровец [ˈpɛtrɔvɛts]; albanisch definit Ibrahimova, indefinit Ibrahimovë) ist ein Ort etwa 15 Kilometer südöstlich der nordmazedonischen Hauptstadt Skopje, Hauptort der gleichnamigen Gemeinde. Diese umfasst neben dem Dorf Petrovec noch weitere 15 Dörfer. Auf dem Gebiet der Gemeinde liegt der Flughafen Skopje.

## Bevölkerung
Laut der Volkszählung 2021 sind folgende ethnische Gruppen in der Gemeinde vertreten: 2.637 Mazedonier, 164 Bosniaken, 99 Serben, 83 Albaner, 2 Aromunen und 147 andere.

## Ortschaften
Die Gemeinde Petrovec umfasst folgende Ortschaften: Badar, Blace, Breznica, Ćojlija, Divlje, Dolno Konjari, Gorno Konjari, Gradmanci, Katlanovo, Kožle, Letevci, Ognjanci, Petrovec, Răžaničino, Sredno Konjari und Sušica.